# Dischidiopsis incrassata
Dischidiopsis incrassata là một loài thực vật có hoa trong họ La bố ma. Loài này được Friedrich Richard Rudolf Schlechter mô tả khoa học đầu tiên năm 1915.
Loài này tìm thấy trên một số đảo thuộc Philippines.